# Армандо Диас (крейсер)
«Армандо Диас» (итал. Armando Diaz) — итальянский лёгкий крейсер типа «Луиджи Кадорна», участвовавший во Второй мировой войне. Назван в честь итальянского маршала времён Первой мировой войны Армандо Диаса.

## История
Заложен 28 июля 1930 на верфях OTO в Специи, спущен на воду 10 июля 1932. В строй официально введён 29 апреля 1933. С 1 сентября 1934 по февраль 1935 совершил путешествие в Австралию и Новую Зеландию. В годы Гражданской войны нёс службу в Западном Средиземноморье, базировался в Палине и Мелилье.
В июле 1940 года «Армандо Диас» вступил в войну в бою у Калабрии, в октябре принял участие во вторжении в Албанию, в декабре перешёл под личный контроль штаб-квартира КВМС Италии для выполнения заданий по переброске войск с января 1941 года. Позднее занялся охраной конвоев в Средиземном море вместе с крейсером «Джованни делле Банде Нере».
На рассвете 25 февраля 1941 близ острова Керкенна был торпедирован британской подлодкой «Апрайт» и затонул.

## Обнаружение
Место крушения «Армандо Диас» найдено примерно в 2009—2010 годах. Корабль лежит на левом борту на глубине менее 50 метров, с оторванным носом. Его кормовые башни все ещё на месте, стволы орудий упёрты в дно.